# Grafenschlag
Grafenschlag è un comune austriaco di 902 abitanti nel distretto di Zwettl, in Bassa Austria; ha lo status di comune mercato (Marktgemeinde). Il 1º gennaio 1967 ha inglobato il comune soppresso di Kleinnondorf e il 1º gennaio 1970 quello di Langschlag.